# 芒通和罗克布吕讷自由城市
芒通和罗克布吕讷自由城市（義大利語：Città libere di Mentone e Roccabruna）是1848年革命期间，芒通和罗克布吕讷两个自由城市受意大利复兴运动影响，于1848年5月脱离摩纳哥公国独立后组成的政治实体。在短暂自治后，它于1849年5月并入撒丁王国，由尼斯伯国管辖。